# Debercsény
Debercsény is een plaats (község) en gemeente in het Hongaarse comitaat Nógrád. Debercsény telt 100 inwoners (2001).